# Драма у телефона (фильм)
«Драма у телефона» — российский художественный немой фильм режиссёра Якова Протазанова. Вышел на экраны 28 декабря 1914 года. Фильм не сохранился.

## Сюжет
В фильме использован сюжет одного из известных ранних фильмов Д. У. Гриффита «Уединённая вилла» («Одинокая вилла») с переносом действия в Россию. В свою очередь, фильм Гриффита сходен с французским фильмом 1906 г. по пьесе Андре де Лорда «У телефона».
Из-за затянувшегося ремонта в городской квартире адвоката Верховского, он с женой и дочкой живёт на даче. Вечером он едет в город к своим знакомым Ростовским. У Ростовских шумно и весело, но Верховский чувствует смутную тревогу. Он порывается позвонить на дачу, но ему мешают.
Молодая женщина с ребёнком и няней остались на даче. Около уединённого дома бродят подозрительные типы. Выяснив, что в доме остались две женщины, они нападают на дачу. Верховский дозвонился до жены, ободрял её, но потом понял, что дело серьёзно.
Грабители вламываются в дом, «муж слышит в телефонную трубку, всё что там происходит, но сделать ничего не может». Верховцев спешит на выручку, но помощь запоздала.
По описанию финала, изложенного книге «Кинематография дореволюционной России», «грабители убивали беззащитную женщину, и муж, вернувшийся домой, находил её труп». Историк кинематографа Юрий Цивьян писал, что «нужда в трагических фильмах у русских зрителей была такой настоятельной, что, когда в 1914 г. Яков Протазанов поставил „Драму у телефона“, русский аналог „Уединённой усадьбы“ Гриффита, выбрал трагический [финал]: муж не успевал на выручку и заставал дома труп убитой грабителями жены». Грабители ушли, тела убитых женщин лежат на полу, дочь рыдает у тела матери.

## В ролях
- Пётр Старковский — адвокат Верховский
- Вера Шиллинг — Александра Ивановна, его жена
- Тина Вален — их дочь
- Борис Орлицкий — Ростовцев

## Съёмочная группа
- Режиссёр: Яков Протазанов
- Оператор: Александр Левицкий
- Продюсер: Пауль Тиман

## Критика
В год выхода фильм оценивался как драма «очень острая, хорошо построенная, с оригинальным, остроумно задуманным трюком». Историк кино Вениамин Вишневский оценил фильм как «заслуживающий внимания драматический этюд, интересный операторской работой и монтажными приёмами».
Фильм интересен прежде всего построением кадра: «При этом получалось так: говорит она крупным планом и говорит он тоже крупным планом, а посредине между говорящими пейзаж — дача, Москва. Внизу на кадре пейзажа печатается, что говорит она и что говорит он. Вся работа была построена на необычайно точном расчёте кадров — на таком-то кадре должна появиться такая-то надпись».
Историк кинематографа Cемён Гинзбург указывал, что фильм представляет интерес тем, «что в нём, едва ли не впервые в кинематографии, был применён принцип „полиэкрана“, то есть одновременного показа изображений разных событий». Он описал это так:

«В отдельных кусках фильма Протазанов и его оператор Левицкий двумя вертикалями разбивали экран на три части. В центре экрана зрители видели грабителей, которые ломились в дачу, в левой части — изображение мужа, говорящего по телефону, в правой части — жены, вызывающей мужа домой. В нижней части экрана в этих кусках размещались субтитры, передающие диалог между мужем и женой».

По мнению С. Гинзбурга, этот «опыт Протазанова и Левицкого важен тем, что характеризует атмосферу поисков, в которой трудились лучшие из русских дореволюционных киноработников». Он особо отмечал, что «если для Гриффита мотив запаздывающего спасения был прежде всего способом создания драматического напряжения, если Гриффит пользовался для этого параллельным монтажом коротких кусков, то Протазанов заинтересовался главным образом психологическим состоянием героев, возможностью показать постепенно нарастающее волнение запаздывающего мужа и ужас беззащитной женщины». По словам С. Гинзбурга, «фильм состоял из гораздо более длинных кусков, чем у Гриффита, в нём детальнее были разработаны бытовые сцены».

В «Уединённой вилле» драматическое напряжение формировалось монтажным ритмом, всё убыстряющимся параллельным монтажом двух одновременно развивающихся сюжетных линий жены и мужа, а в «Драме у телефона» оно создавалось подробностью изображения психической жизни героев. Таким образом, характерная черта русского кинематографа предреволюционных лет, черта, особенно характерная для Протазанова — стремление сосредоточить всё внимание зрителей на душевной жизни героев картины, — получила здесь очень чёткое выражение.

Киновед Владимир Михайлов также отметил «идею синхронного показа в одном кадре нескольких параллельно развивающихся действий, которые бы дополнялись пояснительными надписями, приводимыми не в отдельных кадрах, как тогда было принято, а в том же кадре». Он указывал: «Своей необычностью фильм Протазанова привлёк внимание зрителей, о нём писали критики, картина была позже по достоинству оценена и историками кино».
Михаил Арлазоров в своей книге о Я. Протазанове привёл следующую оценку: «От выхода на экран „Драмы у телефона“ до рождения полиэкрана прошло около полувека, но мы не забываем старую протазановскую ленту — первую далёкую попытку большого художника вырваться из тисков условности немого кино». Историк кино Николай Изволов высоко оценил работу режиссёра и оператора: «Фильм „Драма у телефона“ (1914, реж. Я. Протазанов, опер. А. Левицкий) представлял собой один из самых смелых экспериментов дореволюционного кино, где отсутствовали обычный монтаж и интертитры: монтаж был преодолён полиэкраном, а межкадровые титры — субтитрами».
«Интересное решение» режиссёра Якова Протазанова в фильме «Драма у телефона» отмечала и киновед Ирина Гращенкова: «Использовав то, что лет через сорок назовут полиэкраном, он сумел создать непрерывное движение психологических состояний, переживаний, действия».

Одномоментно зритель видел на экране: в центре грабителей, напавших на одинокий загородный дом; в правой части — хозяйку дома, пытающуюся по телефону вызвать мужа; в левой — мужа, спешащего на помощь к жене и ребёнку; внизу шли надписи, передающие речь персонажей. Подобной насыщенности кадр ещё не знал".

Кинокритик Нея Зоркая назвала «Драму у телефона» «новаторской по драматургии, монтажу и экранным эффектам».